# Lama (gênero)
Lama é um género da família Camelidae de mamíferos artiodáctilos, nativo da América do Sul, especificamente na região do Peru, da Argentina e da Bolívia. Foram os únicos ungulados domesticados neste continente, para exploração da sua lã e carne por culturas andinas (o Império Inca e a Reino de Chimú) desde a era pré-colombiana. O género inclui duas espécies:
- L. glama, a lhama
- L. guanicoe, o guanaco

A vicunha e a alpaca são muito próximas, mas são classificadas num género à parte (Vicugna).
O nome lhama (tendo como sinónimos mais raros "llama" ou "glama"), foi adotado por colonos europeus de peruanos nativos. 
Os lamas são animais muito sociais, e vivem mutuamente em rebanhos. São animais muito inteligentes, conseguindo aprender tarefas simples após algumas repetições das mesmas. Consequentemente, são muito facilmente domesticáveis.
A sua lã é muito macia geralmente (podendo variar com outros tipos de raça de lamas, onde a sua lã e fibra são mais grossas e àsperas), sendo ainda atualmente usada para cascóis, luvas e roupa de isolamentos térmicos. 
Podem transportar cerca de 25% a 30% do seu próprio peso corporal por 8 a 13 km (5-8 milhas). 
Supõe-se que os lamas terão origem nas planícies centrais da América do Norte, há cerca de 40 milhões de anos. A espécie migrou para a América do Sul há três milhões de anos, durante o Grande Intercâmbio Americano. No final da última era glacial (há 10 000 a 12 000 anos), os camelídeos foram extintos na América do Norte. Em 2007 havia mais de sete milhões de lamas e alpacas na América do Sul e, devido à importação da América do Sul no final do século XX, agora existem mais de 158 000 lamas e 100 000 alpacas nos Estados Unidos e Canadá. 